# Mortes em maio de 2017
Mortes em 2017: ← Janeiro – Fevereiro – Março – Abril – Maio – Junho – Julho – Agosto – Setembro – Outubro – Novembro – Dezembro →
Esta é uma relação de pessoas notáveis que morreram durante o mês de maio de 2017, listando nome, nacionalidade, ocupação e ano de nascimento.

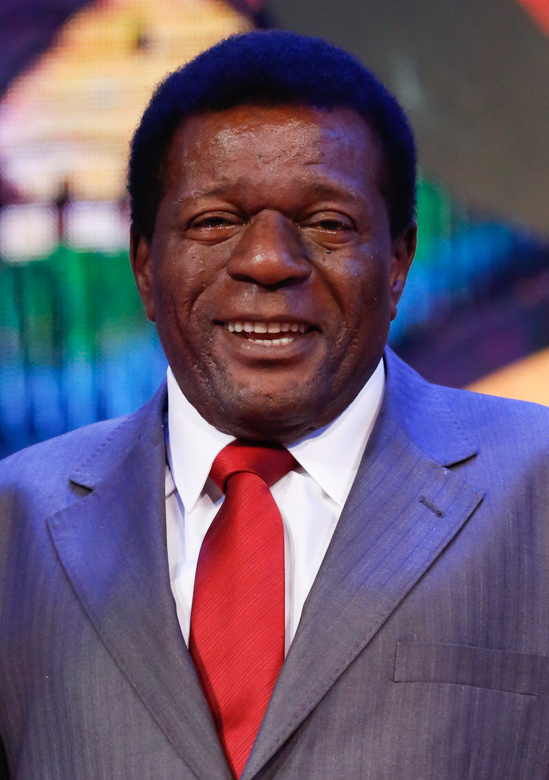
Almir Guineto, cantor e compositor brasileiro

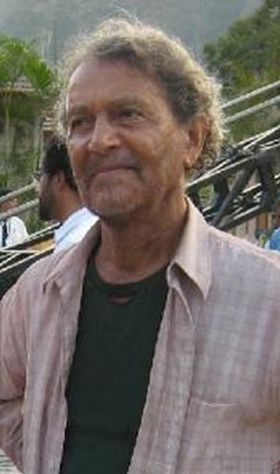
Nelson Xavier, ator e diretor brasileiro

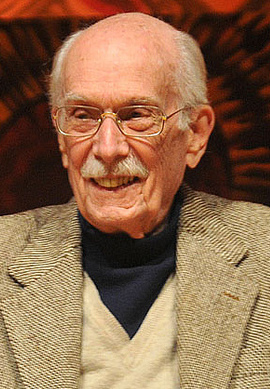
Antonio Candido, escritor e professor brasileiro

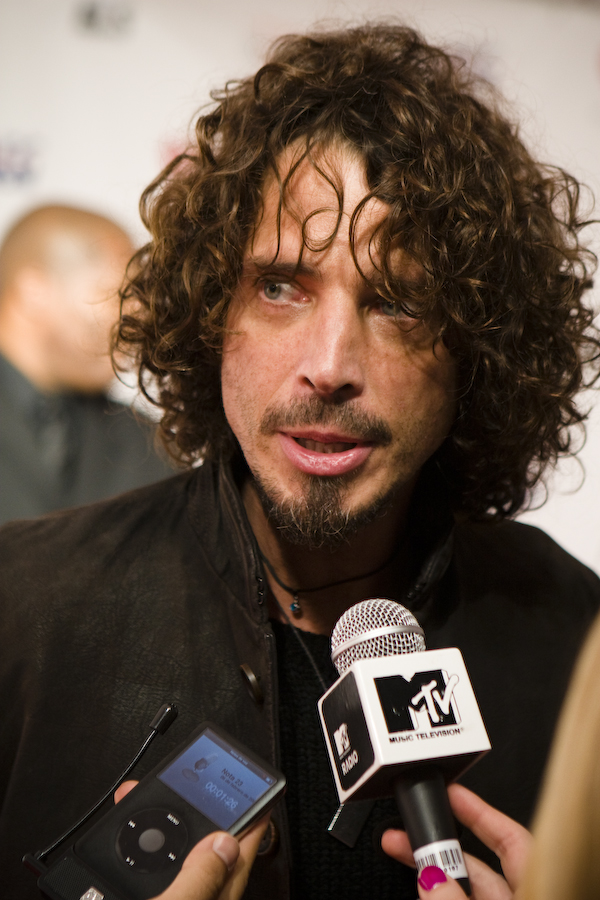
Chris Cornell, músico americano

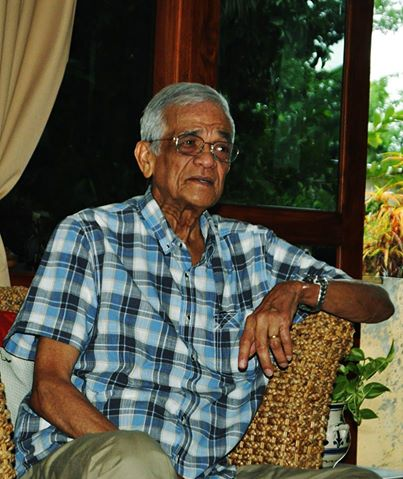
Mario Carrascalão, político timorense

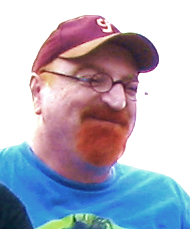
Kid Vinil, cantor, jornalista, produtor e apresentador brasileiro

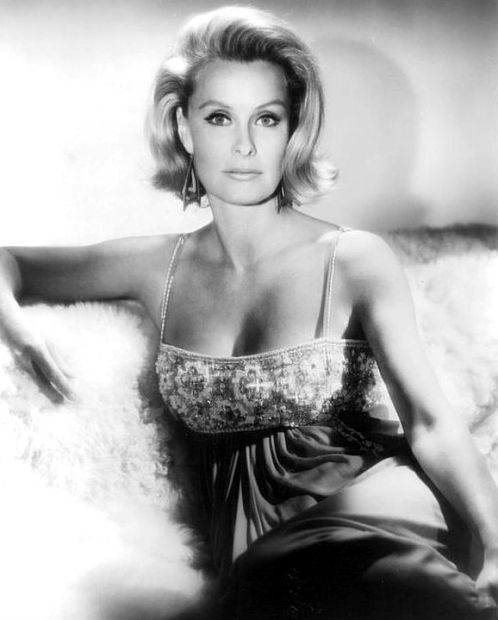
Dina Merrill, atriz americana

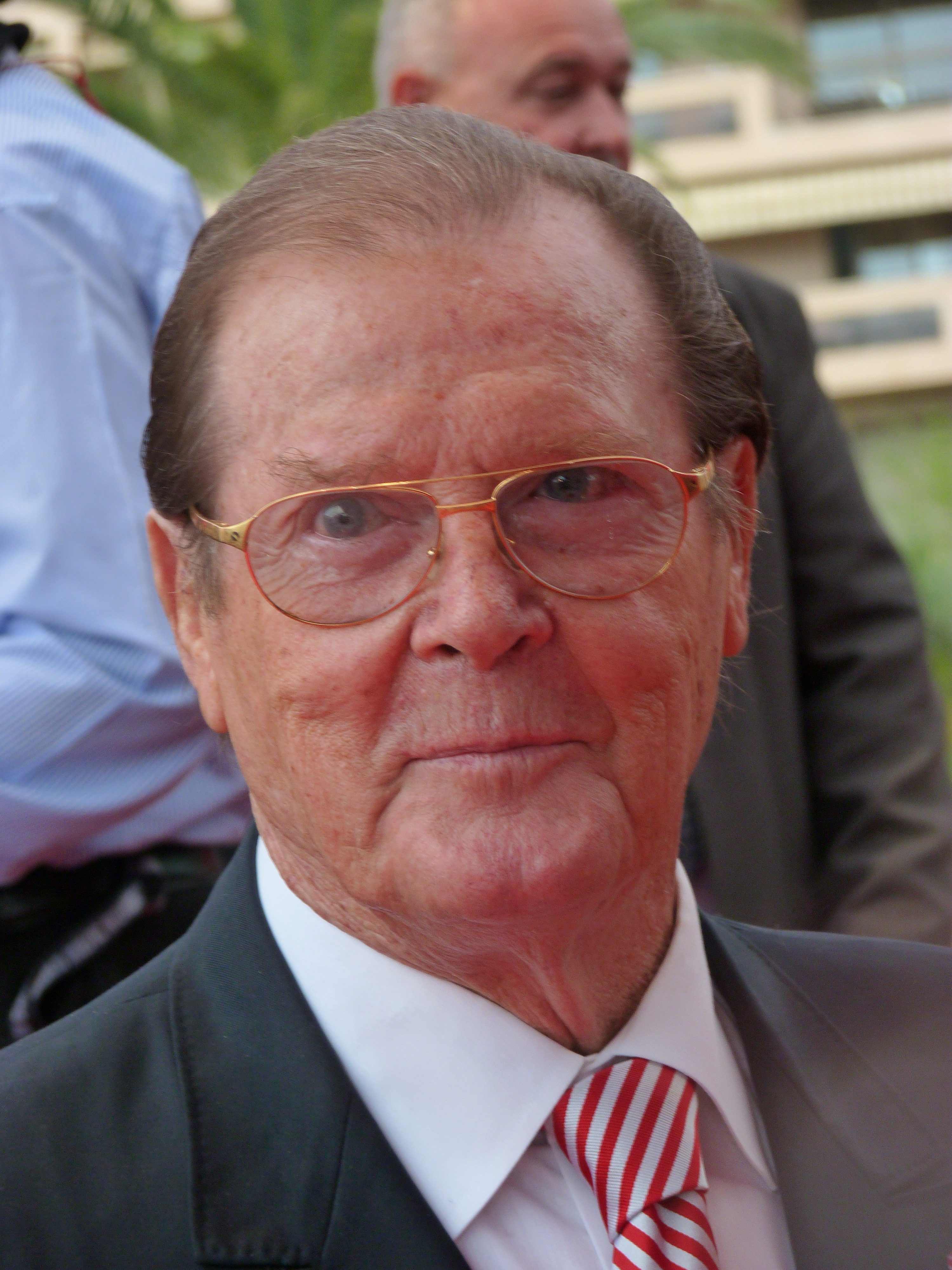
Roger Moore, ator britânico

| Dia | Nome                                | Profissão ou motivo de reconhecimento              | Nacionalidade            | Ano de nasc. | Ref           |
| --- | ----------------------------------- | -------------------------------------------------- | ------------------------ | ------------ | ------------- |
| 1   | Katy Bødtger                        | Cantora                                            | Dinamarca                | 1932         | [ 1 ] [ 2 ]   |
| 1   | Bruce Hampton                       | Músico e ator                                      | Estados Unidos           | 1947         | [ 3 ] [ 4 ]   |
| 1   | Yuri Lobanov                        | Canoísta                                           | Tajiquistão              | 1952         | [ 5 ]         |
| 1   | Mike Lowry                          | Político                                           | Estados Unidos           | 1939         | [ 6 ]         |
| 1   | Karel Schoeman                      | Escritor                                           | África do Sul            | 1939         | [ 7 ]         |
| 2   | A. R. Penck                         | Pintor e escultor                                  | Alemanha                 | 1939         | [ 8 ]         |
| 2   | Eduardo Portella                    | Político, escritor e crítico literário             | Brasil                   | 1932         | [ 9 ]         |
| 3   | Daliah Lavi                         | Atriz e cantora                                    | Israel                   | 1942         | [ 10 ]        |
| 3   | Adelino                             | Futebolista                                        | Brasil                   | 1949         | [ 11 ]        |
| 4   | William Baumol                      | Economista                                         | Estados Unidos           | 1922         | [ 12 ]        |
| 4   | Victor Lanoux                       | Ator, produtor e guionista                         | França                   | 1936         | [ 13 ]        |
| 4   | Mário Jorge Montini                 | Dublador                                           | Brasil                   | 1927         | [ 14 ]        |
| 5   | Almir Guineto                       | Cantor e compositor                                | Brasil                   | 1946         | [ 15 ]        |
| 5   | Míria Kolling                       | Religiosa, cantora e compositora                   | Brasil                   | 1939         | [ 16 ]        |
| 6   | Steven Holcomb                      | Piloto de bobsleigh                                | Estados Unidos           | 1980         | [ 17 ]        |
| 6   | António Pires de Lima               | Advogado e jurista                                 | Portugal                 | 1936         | [ 18 ]        |
| 6   | Peter Noble                         | Futebolista                                        | Reino Unido              | 1944         | [ 19 ]        |
| 6   | Min Bahadur Sherchan                | Alpinista                                          | Nepal                    | 1931         | [ 20 ]        |
| 6   | Hugh Thomas                         | Historiador e escritor                             | Reino Unido              | 1931         | [ 21 ]        |
| 7   | Wu Wenjun                           | Matemático                                         | China                    | 1919         | [ 22 ]        |
| 7   | Elon Lages Lima                     | Matemático                                         | Brasil                   | 1929         | [ 23 ]        |
| 8   | Cécile DeWitt-Morette               | Física                                             | França                   | 1922         | [ 24 ]        |
| 8   | Curt Lowens                         | Ator                                               | Alemanha/ Estados Unidos | 1925         | [ 25 ]        |
| 8   | Mary Tsoni                          | Atriz e cantora                                    | Grécia                   | 1987         | [ 26 ] [ 27 ] |
| 9   | Armando Baptista-Bastos             | Jornalista e escritor                              | Portugal                 | 1934         | [ 28 ]        |
| 9   | Christopher Boykin                  | Apresentador de televisão e músico                 | Estados Unidos           | 1972         | [ 29 ]        |
| 9   | Robert Miles                        | DJ, produtor e compositor                          | Suíça                    | 1969         | [ 30 ] [ 31 ] |
| 9   | Michael Parks                       | Ator e cantor                                      | Estados Unidos           | 1940         | [ 32 ]        |
| 10  | Douglas Netter                      | Produtor de televisão                              | Estados Unidos           | 1921         | [ 33 ]        |
| 10  | Gaisi Takeuti                       | Matemático                                         | Japão                    | 1926         | [ 34 ]        |
| 10  | Nelson Xavier                       | Ator e diretor                                     | Brasil                   | 1941         | [ 35 ]        |
| 12  | Antonio Candido                     | Crítico literário, escritor, professor e sociólogo | Brasil                   | 1918         | [ 36 ]        |
| 12  | Alain Colmerauer                    | Cientista da computação                            | França                   | 1941         | [ 37 ] [ 38 ] |
| 12  | Mauno Koivisto                      | Político                                           | Finlândia                | 1923         | [ 39 ]        |
| 12  | Amotz Zahavi                        | Biólogo                                            | Israel                   | 1928         | [ 40 ]        |
| 13  | Ron Bontemps                        | Basquetebolista                                    | Estados Unidos           | 1926         | [ 41 ]        |
| 13  | John Cygan                          | Ator e dublador                                    | Estados Unidos           | 1954         | [ 42 ]        |
| 13  | José Porfírio Fontenele de Carvalho | Indigenista                                        | Brasil                   | 1946         | [ 43 ]        |
| 13  | Aparecida Gama                      | Política                                           | Brasil                   | 1950         | [ 44 ]        |
| 14  | Powers Boothe                       | Ator                                               | Estados Unidos           | 1948         | [ 45 ]        |
| 15  | Felipe Ehrenberg                    | Artista plástico, escultor e diplomata             | México                   | 1943         | [ 46 ]        |
| 15  | Karl-Otto Apel                      | Filósofo                                           | Alemanha                 | 1922         | [ 47 ]        |
| 16  | Walter Kollmann                     | Futebolista                                        | Áustria                  | 1932         | [ 48 ]        |
| 17  | Raúl Córdoba                        | Futebolista                                        | México                   | 1924         | [ 49 ]        |
| 17  | Viktor Gorbatko                     | Astronauta                                         | Rússia                   | 1934         | [ 50 ]        |
| 17  | Kurt Gossweiler                     | Historiador                                        | Alemanha                 | 1917         | [ 51 ]        |
| 17  | Todor Veselinović                   | Futebolista e treinador de futebol                 | Sérvia                   | 1930         | [ 52 ]        |
| 18  | Roger Ailes                         | Executivo de televisão                             | Estados Unidos           | 1940         | [ 53 ]        |
| 18  | Vadim Chernobrov                    | Pesquisador de fenômenos paranormais e ufólogo     | Rússia                   | 1965         | [ 54 ]        |
| 18  | Chris Cornell                       | Músico, cantor e compositor                        | Estados Unidos           | 1964         | [ 55 ] [ 56 ] |
| 18  | Jacque Fresco                       | Arquiteto, inventor e futurólogo                   | Estados Unidos           | 1916         | [ 57 ]        |
| 18  | Marcos Tumura                       | Ator e diretor                                     | Brasil                   | 1968         | [ 58 ]        |
| 19  | Mário Carrascalão                   | Político                                           | Timor-Leste              | 1937         | [ 59 ]        |
| 19  | Kid Vinil                           | Cantor, jornalista, produtor e apresentador        | Brasil                   | 1955         | [ 60 ]        |
| 20  | Natalia Shakhovskaya                | Violoncelista                                      | Rússia                   | 1935         | [ 61 ]        |
| 21  | Jimmy LaFave                        | Cantor e compositor                                | Estados Unidos           | 1955         | [ 62 ]        |
| 21  | Jean E. Sammet                      | Cientista da computação                            | Estados Unidos           | 1928         | [ 63 ]        |
| 22  | Nicky Hayden                        | Motociclista                                       | Estados Unidos           | 1981         | [ 64 ]        |
| 22  | Dina Merrill                        | Atriz                                              | Estados Unidos           | 1923         | [ 65 ]        |
| 22  | Manuel de Seabra                    | Escritor, poeta e tradutor                         | Portugal                 | 1932         | [ 66 ]        |
| 23  | Roger Moore                         | Ator                                               | Reino Unido              | 1927         | [ 67 ]        |
| 23  | Irio De Paula                       | Músico                                             | Brasil                   | 1939         | [ 68 ]        |
| 23  | Robert Thalmann                     | Ciclista                                           | Suíça                    | 1949         | [ 69 ]        |
| 24  | Juliana Koo                         | Diplomata                                          | China/ Estados Unidos    | 1905         | [ 70 ]        |
| 25  | Frédérick Leboyer                   | Médico                                             | França                   | 1918         | [ 71 ]        |
| 26  | Toni Bertorelli                     | Ator                                               | Itália                   | 1949         | [ 72 ]        |
| 26  | Zbigniew Brzezinski                 | Cientista político                                 | Estados Unidos           | 1928         | [ 73 ]        |
| 26  | Jim Bunning                         | Jogador de beisebol e político                     | Estados Unidos           | 1931         | [ 74 ]        |
| 27  | Gregg Allman                        | Cantor, compositor e músico                        | Estados Unidos           | 1947         | [ 75 ]        |
| 27  | Mãe Beata de Iemanjá                | Sacerdotisa de Candomblé Ketu                      | Brasil                   | 1931         | [ 76 ]        |
| 27  | Miguel Urbano Rodrigues             | Jornalista                                         | Portugal                 | 1925         | [ 77 ]        |
| 28  | Gilson Gênio                        | Futebolista e treinador                            | Brasil                   | 1957         | [ 78 ]        |
| 28  | Werner Malitz                       | Ciclista                                           | Alemanha                 | 1926         | [ 79 ]        |
| 28  | John Noakes                         | Apresentador de televisão                          | Reino Unido              | 1934         | [ 80 ]        |
| 29  | Konstantínos Mitsotákis             | Político                                           | Grécia                   | 1918         | [ 81 ]        |
| 29  | Manuel Noriega                      | Militar e político                                 | Panamá                   | 1934         | [ 82 ]        |
| 29  | Nikolay Tatarinov                   | Pentatleta                                         | Rússia                   | 1927         | [ 83 ]        |
| 29  | Bogdan Dotchev                      | Futebolista e árbitro de futebol                   | Bulgária                 | 1935         | [ 84 ]        |
| 30  | Belarmino Iglesias                  | Empresário                                         | Espanha                  | 1931         | [ 85 ]        |
| 30  | Molly Peters                        | Atriz                                              | Reino Unido              | 1947         | [ 86 ]        |
| 30  | José Carlos Melo                    | Arcebispo                                          | Brasil                   | 1930         | [ 87 ]        |
| 31  | Jiří Bělohlávek                     | Maestro                                            | Chéquia                  | 1946         | [ 88 ]        |
| 31  | Tino Insana                         | Ator e dublador                                    | Estados Unidos           | 1948         | [ 89 ]        |
| 31  | Fred J. Koenekamp                   | Diretor de fotografia                              | Estados Unidos           | 1922         | [ 90 ]        |
| 31  | István Szondy                       | Pentatleta                                         | Hungria                  | 1925         | [ 91 ]        |
| 31  | Lubomyr Husar                       | Arcebispo                                          | Ucrânia                  | 1933         | [ 92 ]        |